# Widbir 2023
Widbir 2023 (ukrainisch Відбір 2023, englische Transkription Vidbir 2023) war die ukrainische Vorentscheidung für den Eurovision Song Contest 2023 in Liverpool. Sie fand am 17. Dezember 2022 im U-Bahnhof Majdan Nesaleschnosti in Kiew statt. Es gewann die Band Tvorchi mit dem Lied Heart of Steel.

## Format

### Beitragswahl
Die Auswahl der Beiträge erfolgte in drei Phasen. In der ersten Phase konnten sich interessierte Künstler über ein Onlineformular bewerben. Aus den dort eingereichten Beiträgen wurden 36 Beiträge für die Long-List ausgewählt, welche am 27. Oktober 2022 veröffentlicht wurde. Die zweite Phase beinhaltete nicht-öffentliche Live-Auditions. Die dritte und letzte Phase war das Finale, welches am 17. Dezember live übertragen wurde.

### Jury

#### Juryauswahl
Nachdem es rund um die ukrainische Jurywertung beim Eurovision Song Contest 2022 zu einer Kontroverse gekommen war, wurden die diesjährigen Jurymitglieder durch eine Onlineabstimmung gewählt. Die neun Kandidaten, welche sich zur Wahl stellten, wurden am 31. Oktober 2022 bekanntgegeben. Abgestimmt werden konnte bis zum 7. November via der App Diia. Die ersten drei Kandidaten werden somit beim Vorentscheid die Jury bilden. Sollte einer oder mehrere der drei unabkömmlich sein, würde der nächstplatzierte Kandidat nachrücken.
| Platz | Kandidaten             | Anmerkung                                                                                | Prozent der Stimmen |
| ----- | ---------------------- | ---------------------------------------------------------------------------------------- | ------------------- |
| 1.    | Taras Topolya          | Mitglied der Band Antytila                                                               | 17,41 %             |
| 2.    | Jamala                 | Siegerin des Eurovision Song Contest 2016                                                | 15,71 %             |
| 3.    | Julija Sanina          | Mitglied der Band The Hardkiss, Zweite beim Widbir 2016                                  | 15,70 %             |
| 4.    | Tina Karol             | Teilnehmerin beim Eurovision Song Contest 2006                                           | 15,67 %             |
| 5.    | Mykhailo Khoma         | Leadsänger der Band Dzidzio                                                              | 12,60 %             |
| 6.    | Kateryna Pawlenko      | Leadsängerin der Band Go_A, Teilnehmerin beim Eurovision Song Contest 2021               | 09,20 %             |
| 7.    | Zlata Ohnjewitsch      | Teilnehmerin beim Eurovision Song Contest 2013                                           | 06,09 %             |
| 8.    | Valery Kharchyshyn     | Sänger der Band Druha Rika, Schauspieler und TV-Produzent                                | 05,77 %             |
| 9.    | Kostyantyn Tomilchenko | Stage Director der ukrainischen Beiträge zum Eurovision Song Contest 2016, 2018 und 2021 | 01,85 %             |

### Moderation
Am 5. Oktober 2022 wurde bekanntgegeben, dass Timur Miroschnytschenko den Wettbewerb gemeinsam mit einem zweiten Moderator moderieren werde. Am 14. Dezember gab UA:Perschyj bekannt, dass er gemeinsam mit Zlata Ognevich und Kateryna Pavlenko die Sendung moderieren werde.

## Teilnehmer
Die finale Liste der Teilnehmer soll spätestens am 17. November 2022 bekanntgegeben werden. Folgende Teilnehmer haben es auf die Long-List geschafft, wurden jedoch nicht für das Finale berücksichtigt:
- Dayton
- Drevo
- Elysees
- Havkа
- Iana Kovaleva
- Kozak Siromaha
- Lilu45
- Lue Bason
- Max Ptashnyk
- Mia Ramari
- Olivan
- Oohla
- Royalkit
- Sasha
- Sasha Fadeeva
- Seréen
- Sexnesc
- Shy
- Skylerr
- Sowa
- Tery
- Тónka
- Tsyferblat
- Victoria Niro
- Vynohradova
- Zetetics

## Finale
Das Finale fand am 17. Dezember 2022 statt. Folgende Künstler nahmen daran teil. Die Lieder wurden am 1. Dezember veröffentlicht.
| Platz | Startnr. | Interpret       | Lied Musik (M) und Text (T)                                                                                     | Sprache              | Übersetzung (inoffiziell) | Jurypunkte | Zuschauerstimmen (App) | Zuschauerstimmen (App) | Gesamt |
| Platz | Startnr. | Interpret       | Lied Musik (M) und Text (T)                                                                                     | Sprache              | Übersetzung (inoffiziell) | Jurypunkte | %                      | Punkte                 | Gesamt |
| ----- | -------- | --------------- | --- | -------------------- | ------------------------- | ---------- | ---------------------- | ---------------------- | ------ |
| 01.   | 10       | Tvorchi         | Heart of Steel M/T: Jimoh Augustus Kehinde, Andrij Hutsuliak                                                    | Englisch             | Herz aus Stahl            | 9          | 32,41 %                | 10                     | 19     |
| 02.   | 6        | Krutь           | Kolyskova M/T: Maryna Krutj, Gerda Sonjasch                                                                     | Ukrainisch           | Wiegenlied                | 10         | 20,16 %                | 8                      | 18     |
| 03.   | 4        | Jerry Heil      | When God Shut the Door M/T: Yana Schemajewa, Dimik Wheelson, Iwan Klymenko, Oleksandr Pryschliak, Stas Tchornij | Englisch, Ukrainisch | Als Gott die Tür schloss  | 8          | 27,38 %                | 9                      | 17     |
| 04.   | 5        | Fiinka          | Dovbush M/T: Iryna Wyhowanets                                                                                   | Ukrainisch           | —                         | 6          | 06,66 %                | 7                      | 13     |
| 05.   | 3        | Demchuk         | Alive M/T: Wasyl Demtchuk, Ewgenij Bardachenko, Tomash Lukatch, Nazar Tumanik                                   | Englisch             | Lebendig                  | 7          | 02,36 %                | 4                      | 11     |
| 06.   | 9        | 2Tone           | Kvitka M/T: Mykola Hawrysch, Oleksandr Dubina, Ihor Iwanowich, Anton Yemelyanow, Iwan Isajew                    | Ukrainisch           | Blume                     | 4          | 02,81 %                | 5                      | 9      |
| 07.   | 1        | Moisei          | I'm Not Alone M/T: Mojsej Bondarenko                                                                            | Englisch             | Ich bin nicht allein      | 1          | 03,23 %                | 6                      | 7      |
| 08.   | 2        | OY Sound System | Oy, tuzhu M/T: Taras Halanewytch, Wiktorija Rodko                                                               | Ukrainisch           | Ach, ich vermisse dich    | 5          | 01,50 %                | 2                      | 7      |
| 09.   | 7        | Tember Blanche  | Ya vdoma M/T: Oleksandra Hanapolska, Wladyslaw Lahoda, Oleksandr Musewytsch                                     | Ukrainisch           | Ich bin zuhause           | 2          | 02,05 %                | 3                      | 5      |
| 10.   | 8        | Angelina        | Stronger M/T: Anderz Wrethov, Angelina Terennikowa                                                              | Englisch             | Stärker                   | 3          | 01,45 %                | 1                      | 4      |